# Глубинненское сельское поселение
Глубинненское се́льское поселе́ние — сельское поселение в Красноармейском районе Приморского края.
Административный центр — село Глубинное.

## История
Статус и границы сельского поселения установлены Законом Приморского края от 9 августа 2004 года № 137-кз «О Красноармейском муниципальном районе»

## Население
| 2010 | 2011 | 2012 | 2013 | 2014 | 2015 | 2016 |
| ---- | ---- | ---- | ---- | ---- | ---- | ---- |
| 649  | ↘648 | ↘633 | ↘616 | →616 | ↘584 | ↗594 |
| 2017 | 2018 | 2019 | 2020 | 2021 |      |      |
| ↘581 | ↘577 | ↘555 | ↘542 | ↘470 |      |      |

## Состав сельского поселения
В состав сельского поселения входит один населённый пункт — село Глубинное.

## Местное самоуправление
Администрация
Адрес: 692178, с. Глубинное, ул. Школьная, 30. Телефон: 8 (42359) 26-1-91
Глава администрации
- Спиридонова Галина Валентиновна